# Tous les chemins mènent à Rome
Pour les articles homonymes, voir Tous les chemins mènent à Rome (film, 1949) et Tous les chemins mènent à Rome (film, 2015).

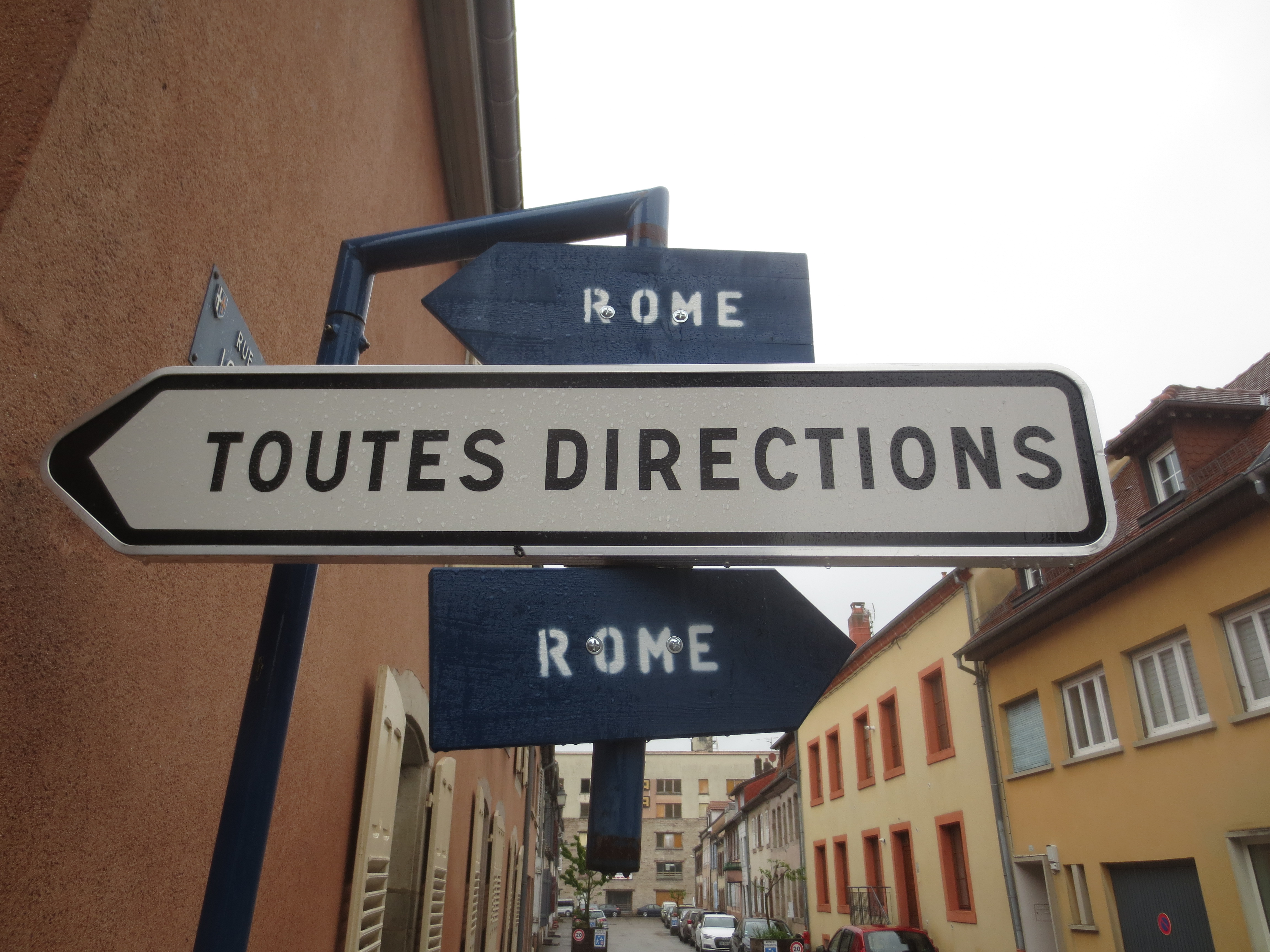
Panneaux indiquant Rome dans toutes les directions.

« Tous les chemins mènent à Rome » est une expression proverbiale d'origine latine qui possède plusieurs sens, géopolitique, religieux ou philosophique.

## Acception géopolitique antique
Au sens propre, ou du moins dans le contexte géopolitique de l'Antiquité, cette expression évoque le réseau routier de l'Empire romain, jalonné de bornes milliaires, et en particulier le Milliaire d'or mis en place à Rome par Auguste pour marquer le point zéro des routes impériales et sur lequel sont notés les noms et les distances, depuis Rome, des principales villes de l'Empire.

## Acception religieuse médiévale
Cependant, la phrase semble avoir été écrite pour la première fois en latin par Alain de Lille au XIIe siècle, dans une acception chrétienne, Rome étant la cité du Pape : le proverbe affirme que, malgré les difficultés, on peut accéder à Dieu ou, plus généralement, qu'il est possible d'atteindre le même but par des manières très différentes. Le texte original d'Alain de Lille était :

« Mille viae ducunt homines per saecula Romam Qui Dominum toto quaerere corde volunt. »

Soit, en français :  

« Mille routes conduisent depuis des siècles à Rome les hommes qui désirent rechercher le Seigneur de tout leur cœur. »

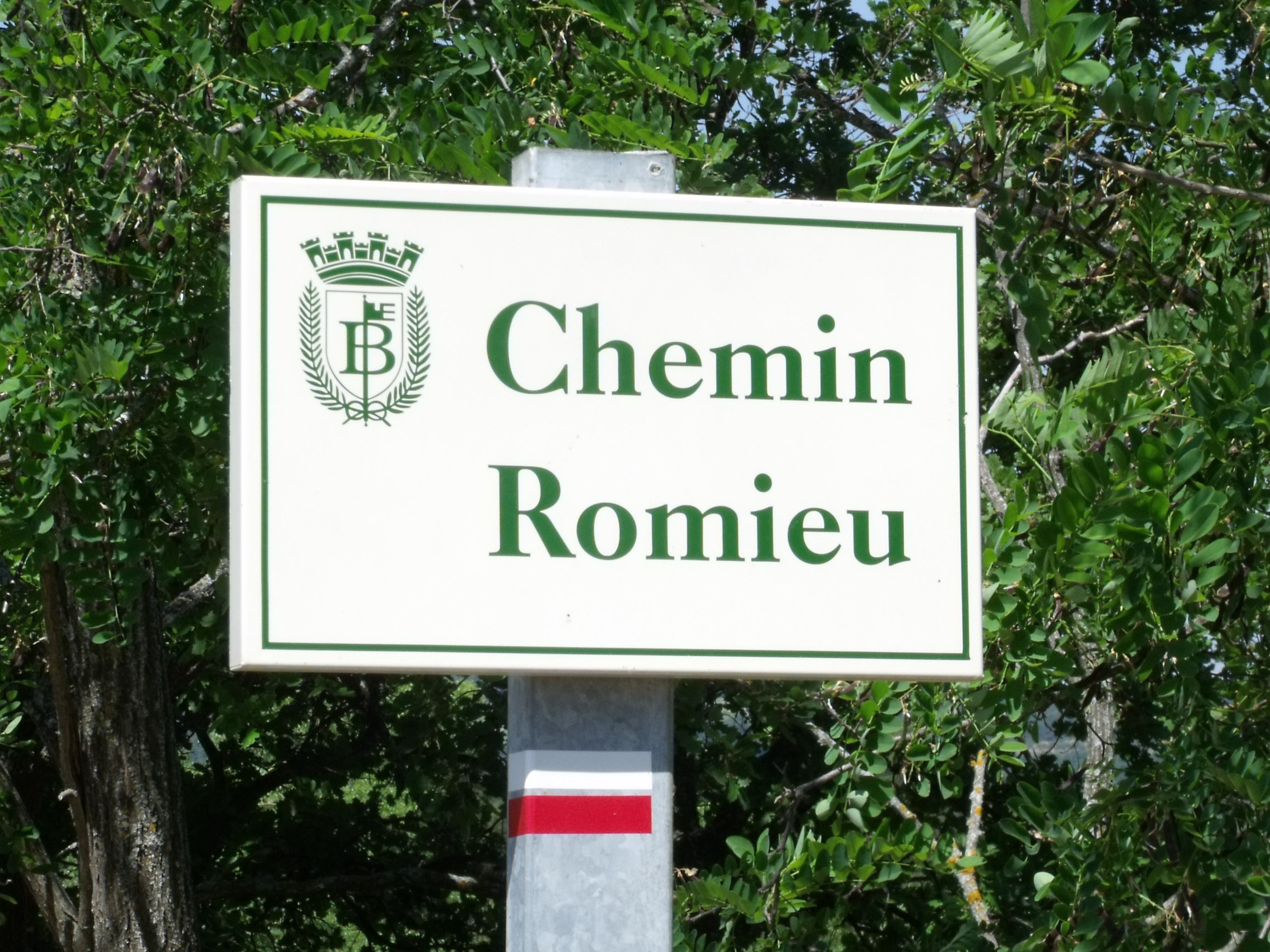
« Chemin Romieu », empruntant la Via Domitia, au Pont Julien.

Ces chemins vers Rome ont donné naissance au sobriquet de « Romieu » ou « Roumieu » ou « Romée », selon les langues des régions traversées ; terme qui désigne un pèlerin se rendant à Rome, principale destination des pèlerinages chrétiens, à la suite de la domination arabe de Jérusalem (640) et jusqu'au début du culte de saint Jacques, à Compostelle, au 10e siècle. Plus largement, les Musulmans appelaient tous les Chrétiens « Roumieh » ou « Roumi », mot qui a perduré jusqu'à l'époque contemporaine.

## Acception philosophique moderne
La signification sur la multiplicité des moyens pour parvenir à une même fin est celle qui est actuellement retenue par le Petit Larousse.

## Sources
- Bertrand Lançon, Les Romains, Paris, Le Cavalier Bleu, coll. « Idées reçues », 2005, 127 p. (ISBN 2-84670-112-1, lire en ligne), p. 19-22